# Nemertesia tetrasticha
Nemertesia tetrasticha är en nässeldjursart som beskrevs av Giuseppe Giovanni Antonio Meneghini 1845. Nemertesia tetrasticha ingår i släktet Nemertesia och familjen Plumulariidae. Inga underarter finns listade i Catalogue of Life.